# 四肢癱瘓
四肢癱瘓被定義為頸椎受損導致喪失運動控制和/或感官能力或功能障礙。喪失運動控制能力可能使到手、腳、軀幹和骨盆的活動變弱甚至癱瘓，而癱瘓亦有可能屬弛緩性或痙攣性。喪失感官能力則可能導致部分或全部對輕觸、壓力、熱力、針刺、疼痛的感覺的喪失。
四肢癱瘓是由大腦或脊髓的高度損傷引起的。這種損傷被稱為病變，會導致所有四個肢體（即手臂和腿）部分或全部功能喪失。這種損傷的典型原因是外傷（例如交通事故、跳入淺水、跌倒、運動創傷）、疾病（例如橫貫性脊髓炎、吉巴氏綜合症、多發性硬化症或脊髓灰質炎）或先天性障礙（例如肌肉萎縮症）。

## 伸延閱讀
- Taylor-Schroeder S, LaBarbera J, McDowell S, Zanca JM, Natale A, Mumma S,  et al. . The Journal of Spinal Cord Medicine. 2011, 34 (2): 149–61. PMC 3066500 . PMID 21675354. doi:10.1179/107902611X12971826988057.
- . Apparelyzed – Spinal Cord Injury Peer Support. n.d.  [4 September 2018]. 原始内容存档于5 Jan 2014.

## 外部連結
- 中的“Tetraplegia”